# Pimprez
Pimprez est une commune française située dans le département de l'Oise en région Hauts-de-France.

## Géographie
|                        | Chiry-Ourscamp       | Chiry-Ourscamp |
| Ribécourt-Dreslincourt | Pimprez              | Chiry-Ourscamp |
| Montmacq               | Saint-Léger-aux-Bois | Bailly         |

### Hydrographie

#### Réseau hydrographique
La commune est située dans le bassin Seine-Normandie. Elle est drainée par le canal latéral à l'Oise, l'Oise, le ru du Daniel, le ru du Moulin, le canal 01 de la commune de Cambronne-les-Ribecourt, le canal latéral à l'Oise, le cours d'eau 02 de la commune de Pimprez, le ru de Saint-Marc, le ru du Buisson aux Renards, le ru Lannois et un autre petit cours d'eau,.
Le canal latéral à l'Oise est un canal de gabarit Freycinet qui dessert l'Est de la Picardie. D'une longueur de 35 km, il connecte le canal de Saint-Quentin (depuis Chauny) à l'Oise canalisée à hauteur de JanvilleChauny) à l'Oise canalisée à hauteur de Janville, après avoir traversé 22 communes.
L'Oise prend sa source en Belgique, à 309 mètres d'altitude, dans l'ancienne commune de Forges et se jette dans la Seine à 20 mètres d'altitude, au Pointil en rive droite et en aval du centre de Conflans-Sainte-Honorine dans le département des Yvelines. D'une longueur 341 kilomètres, elle est presque entièrement navigable et bordée de canaux sur 104 kilomètres.

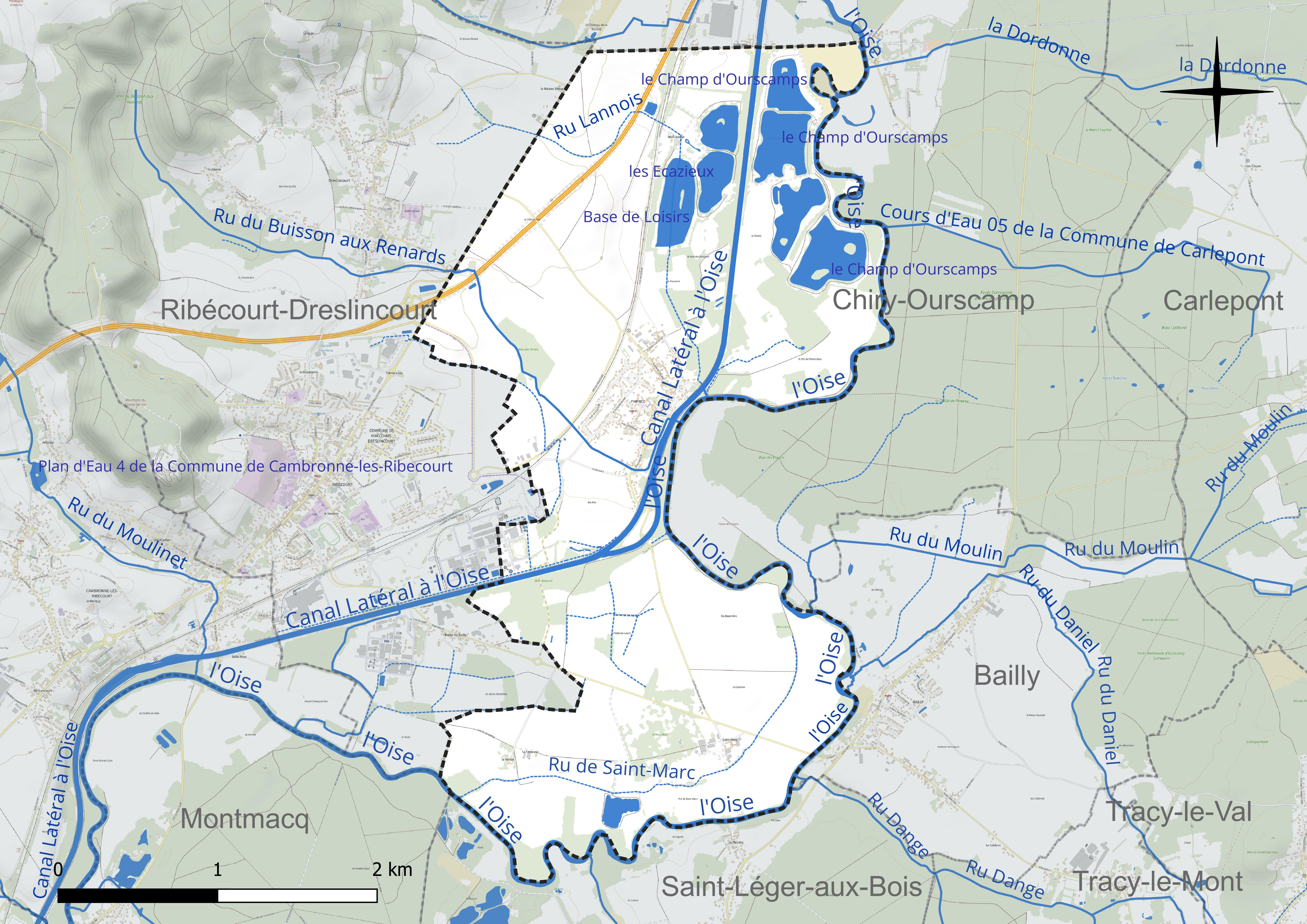
Réseau hydrographique de Pimprez.

Trois plans d'eau complètent le réseau hydrographique : la base de Loisirs (10 ha), le Champ d'Ourscamps (12,5 ha) et les Ecazieux (11,7 ha),.

#### Gestion et qualité des eaux
Le territoire communal est couvert par le schéma d'aménagement et de gestion des eaux (SAGE) « Sensée ». Ce document de planification concerne un territoire de 1 013 km2 de superficie, délimité par le bassin versant de l'Oise moyenne. Le périmètre a été arrêté le 24 avril 2017 et le SAGE est, en 2024, encore en élaboration. La structure porteuse de l'élaboration et de la mise en œuvre est le syndicat mixte du SAGE Oise-Moyenne (SMOM).
La qualité des cours d'eau peut être consultée sur un site dédié géré par les agences de l'eau et l'Agence française pour la biodiversité.

### Climat
Pour des articles plus généraux, voir Climat des Hauts-de-France et Climat de l'Oise.
En 2010, le climat de la commune est de type climat océanique dégradé des plaines du Centre et du Nord, selon une étude du CNRS s'appuyant sur une série de données couvrant la période 1971-2000. En 2020, Météo-France publie une typologie des climats de la France métropolitaine dans laquelle la commune est dans une zone de transition entre le climat océanique et le climat océanique altéré et est dans la région climatique Nord-est du bassin Parisien, caractérisée par un ensoleillement médiocre, une pluviométrie moyenne régulièrement répartie au cours de l'année et un hiver froid (3 °C).
Pour la période 1971-2000, la température annuelle moyenne est de 10,5 °C, avec une amplitude thermique annuelle de 15 °C. Le cumul annuel moyen de précipitations est de 670 mm, avec 11,4 jours de précipitations en janvier et 8,6 jours en juillet. Pour la période 1991-2020, la température moyenne annuelle observée sur la station météorologique la plus proche, située sur la commune de Margny-lès-Compiègne à 14 km à vol d'oiseau, est de 11,2 °C et le cumul annuel moyen de précipitations est de 633,5 mm,. Pour l'avenir, les paramètres climatiques de la commune estimés pour 2050 selon différents scénarios d'émission de gaz à effet de serre sont consultables sur un site dédié publié par Météo-France en novembre 2022.

## Urbanisme

### Typologie
Au 1er janvier 2024, Pimprez est catégorisée bourg rural, selon la nouvelle grille communale de densité à sept niveaux définie par l'Insee en 2022.
Elle est située hors unité urbaine. Par ailleurs la commune fait partie de l'aire d'attraction de Compiègne, dont elle est une commune de la couronne,. Cette aire, qui regroupe 101 communes, est catégorisée dans les aires de 50 000 à moins de 200 000 habitants,.

### Occupation des sols
L'occupation des sols de la commune, telle qu'elle ressort de la base de données européenne d'occupation biophysique des sols Corine Land Cover (CLC), est marquée par l'importance des territoires agricoles (75 % en 2018), une proportion sensiblement équivalente à celle de 1990 (75,8 %). La répartition détaillée en 2018 est la suivante :
terres arables (50,1 %), prairies (14,5 %), zones agricoles hétérogènes (10,5 %), eaux continentales (6,6 %), espaces verts artificialisés, non agricoles (6,5 %), forêts (5,7 %), zones urbanisées (4,7 %), zones industrielles ou commerciales et réseaux de communication (1,3 %), milieux à végétation arbustive et/ou herbacée (0,3 %). L'évolution de l'occupation des sols de la commune et de ses infrastructures peut être observée sur les différentes représentations cartographiques du territoire : la carte de Cassini (XVIIIe siècle), la carte d'état-major (1820-1866) et les cartes ou photos aériennes de l'IGN pour la période actuelle (1950 à aujourd'hui).

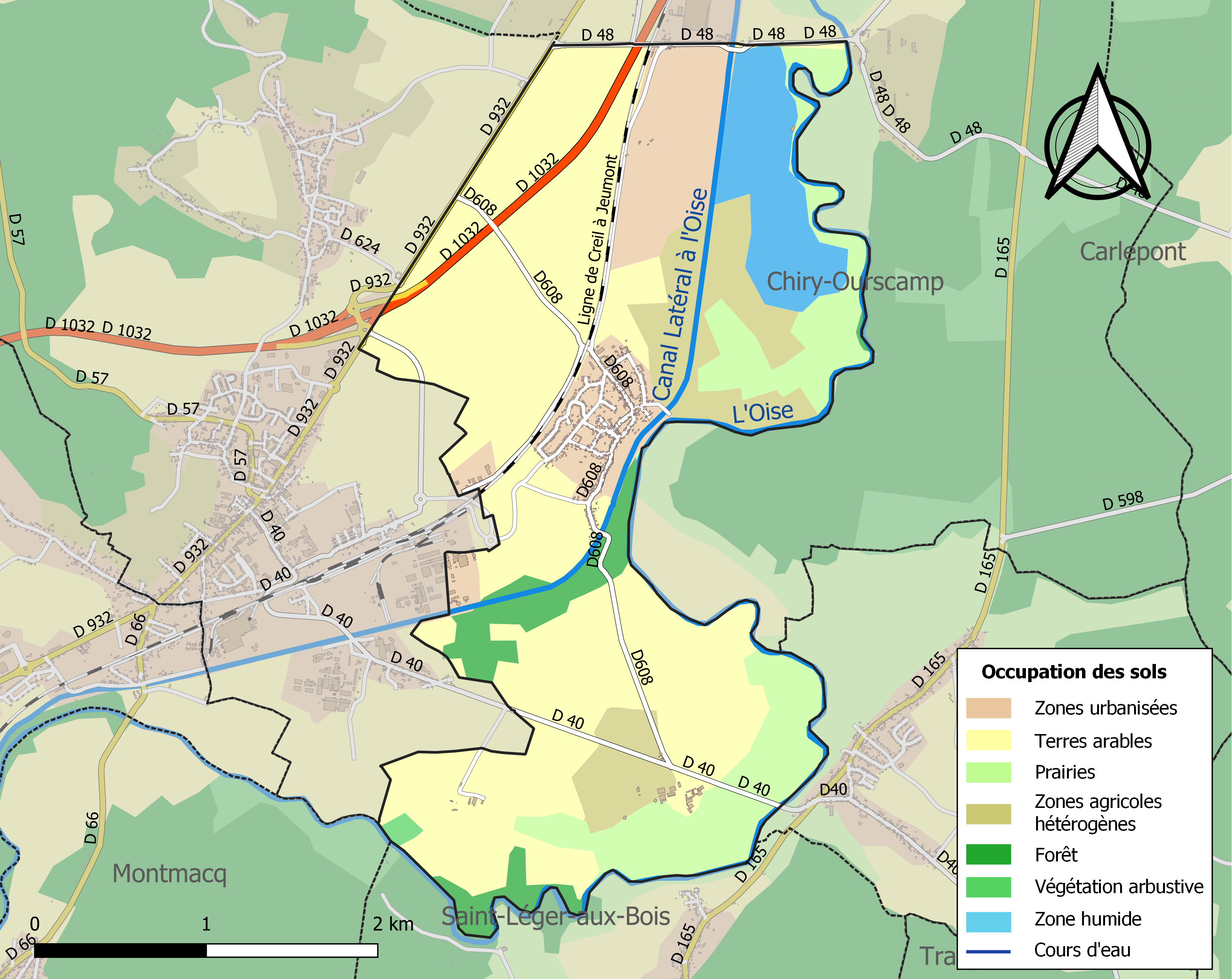
Carte des infrastructures et de l'occupation des sols de la commune en 2018 (CLC).

### Voies de communication et transports
La commune est desservie, en 2023, par les lignes 6321 et 6334 du réseau interurbain de l'Oise.

## Toponymie
Le nom de la localité est attesté sous les formes in ville vocante Pimpriciaco (945) ; in villa Pimpretia (vers 982) ; Pimpereth (1060) ; Primpret (1135) ; Primprez (1174) ; Petrus de Prinpres (1178) ; Pimprez (1190) ; Primpres (1195) ; et villam de Prinprez (1200) ; Prinpres (1231) ; ad Primprez apud Noviomum (1238) ; Willelmus major de Primprez (1257) ; principis pratum ou prata (1270) ; primpres a deus lieues de noyon (1359) ; Pimpres (1478) ; Peimpres (1565) ; Pimpré (1570) ; Pimprey (vers 1595) ; Poinprez (vers 1595) ; Prinples (1667) ; Pimprel (vers 1700).

## Politique et administration
| Période                                  | Période                         | Identité                  | Étiquette | Qualité |
| ---------------------------------------- | ------------------------------- | ------------------------- | --------- | ------- |
| Les données manquantes sont à compléter. |                                 |                           |           |         |
| mars 1983                                |                                 | Robert Delage             |           |         |
| juin 1993                                | 2014                            | Daniel Behaegel           |           |         |
| 2014                                     | En cours (au 21 septembre 2014) | Bernard-Christian Toullic |           |         |

## Population et société

### Démographie

#### Évolution démographique
L'évolution du nombre d'habitants est connue à travers les recensements de la population effectués dans la commune depuis 1793. Pour les communes de moins de 10 000 habitants, une enquête de recensement portant sur toute la population est réalisée tous les cinq ans, les populations de référence des années intermédiaires étant quant à elles estimées par interpolation ou extrapolation. Pour la commune, le premier recensement exhaustif entrant dans le cadre du nouveau dispositif a été réalisé en 2004.

En 2022, la commune comptait 851 habitants, en évolution de −2,74 % par rapport à 2016 (Oise : +0,87 %, France hors Mayotte : +2,11 %).
| 1793 | 1800 | 1806 | 1821 | 1831 | 1836 | 1841 | 1846 | 1851 |
| ---- | ---- | ---- | ---- | ---- | ---- | ---- | ---- | ---- |
| 466  | 437  | 517  | 491  | 522  | 509  | 435  | 539  | 506  |

| 1856 | 1861 | 1866 | 1872 | 1876 | 1881 | 1886 | 1891 | 1896 |
| ---- | ---- | ---- | ---- | ---- | ---- | ---- | ---- | ---- |
| 417  | 413  | 413  | 400  | 361  | 354  | 330  | 422  | 315  |

| 1901 | 1906 | 1911 | 1921 | 1926 | 1931 | 1936 | 1946 | 1954 |
| ---- | ---- | ---- | ---- | ---- | ---- | ---- | ---- | ---- |
| 307  | 305  | 320  | 228  | 291  | 320  | 302  | 338  | 346  |

| 1962 | 1968 | 1975 | 1982 | 1990 | 1999 | 2004 | 2006 | 2009 |
| ---- | ---- | ---- | ---- | ---- | ---- | ---- | ---- | ---- |
| 405  | 426  | 406  | 420  | 632  | 685  | 671  | 693  | 742  |

| 2014 | 2019 | 2022 | - | - | - | - | - | - |
| ---- | ---- | ---- | - | - | - | - | - | - |
| 866  | 853  | 851  | - | - | - | - | - | - |

#### Pyramide des âges
La population de la commune est relativement jeune.
En 2018, le taux de personnes d'un âge inférieur à 30 ans s'élève à 37,4 %, soit au-dessus de la moyenne départementale (37,3 %). À l'inverse, le taux de personnes d'âge supérieur à 60 ans est de 17,6 % la même année, alors qu'il est de 22,8 % au niveau départemental.
En 2018, la commune comptait 427 hommes pour 433 femmes, soit un taux de 50,35 % de femmes, légèrement inférieur au taux départemental (51,11 %).
Les pyramides des âges de la commune et du département s'établissent comme suit.
| Hommes | Classe d’âge | Femmes |
| ------ | ------------ | ------ |
| 0,0    | 90 ou +      | 0,7    |
| 2,8    | 75-89 ans    | 3,0    |
| 13,4   | 60-74 ans    | 15,2   |
| 24,8   | 45-59 ans    | 20,7   |
| 21,0   | 30-44 ans    | 23,5   |
| 14,9   | 15-29 ans    | 14,5   |
| 23,1   | 0-14 ans     | 22,4   |

| Hommes | Classe d’âge | Femmes |
| ------ | ------------ | ------ |
| 0,5    | 90 ou +      | 1,4    |
| 5,5    | 75-89 ans    | 7,6    |
| 15,6   | 60-74 ans    | 16,3   |
| 20,8   | 45-59 ans    | 20     |
| 19,4   | 30-44 ans    | 19,4   |
| 17,6   | 15-29 ans    | 16,2   |
| 20,6   | 0-14 ans     | 19,1   |

## Héraldique
| Armes de Pimprez | Les armes de Pimprez se blasonnent ainsi : parti au premier d'or au lion de sable lampassé de gueules, au second de gueules à deux houlettes d'azur enrubannées d'argent passées en sautoir, surmontés d'une étoile d'or. |

## Lieux et monuments
- Prieuré de la Verrue, inscrit au monument historique depuis 1946[34].

## Personnalités liées à la commune
- Le physicien Jean Antoine Nollet est né à Pimprez en 1700.